# Hotchkiss (Colorado)

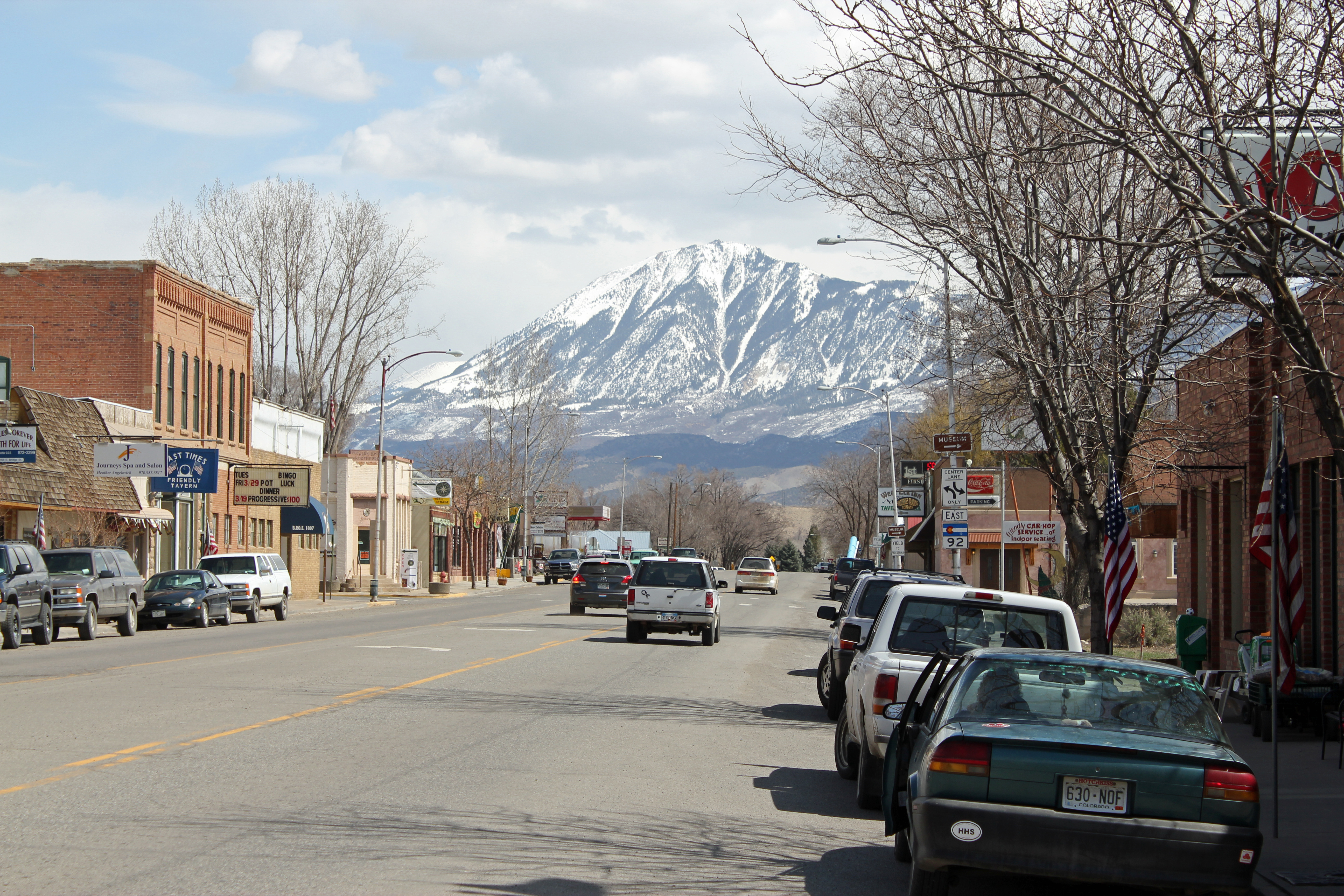
East Bridge Street. Al fondo la montaña Lamborn

Hotchkiss es un pueblo ubicado en el condado de Delta, Colorado, Estados Unidos. Según el censo de 2020, tiene una población de 875 habitantes.
En la localidad están los viñedos situados a mayor altura en América del Norte.

## Geografía
La localidad está ubicada en las coordenadas 38°47′56″N 107°42′48″O / 38.79889, -107.71333 (38.798992, -107.713381).

## Economía
La principal actividad económica de la localidad es el turismo. Se destacan las recorridas en bicicletas por las montañas, la pesca y los tours de viñedos.
Cuenta con alojamiento para todos los presupuestos, incluido un hotel de alta gama: el Leroux Creek Guest House & Suits.

## Demografía
Según la Oficina del Censo, en 2000 los ingresos medios por hogar en la localidad eran de $28,056 y los ingresos medios por familia eran de $31,989. Los hombres tenían unos ingresos medios de $31,635 frente a los $20,469 para las mujeres. La renta per cápita para la localidad era de $13,218. Alrededor del 14,3% de la población estaba por debajo del umbral de pobreza.
De acuerdo con la estimación 2015-2019 de la Oficina del Censo, los ingresos medios por hogar en la localidad son de $34,375 y los ingresos medios por familia son de $39,097. El 31.1% de la población está por debajo del umbral de pobreza.